# Portes (Gard)
Pour les articles homonymes, voir Portes.
Portes, en occitan, Pòrtas, est une commune française située dans le nord du département du Gard en région Occitanie.
Exposée à un climat méditerranéen, elle est drainée par l'Auzon, le ruisseau de Broussous et par un autre cours d'eau. Incluse dans les Cévennes.
Portes est une commune rurale qui compte 324 habitants en 2022, après avoir connu un pic de population de 2 983 habitants en 1856. Elle fait partie de l'aire d'attraction d'Alès. Ses habitants sont appelés les Portésiens ou  Portésiennes.
Le patrimoine architectural de la commune comprend un immeuble protégé au titre des monuments historiques : le château, classé en 1984.

## Géographie

### Situation
Portes se trouve au Col éponyme à 560 m d'altitude.

### Lieux-dits, hameaux et écarts
La commune est constituée de plusieurs villages et hameaux. L'affenadou, au bas de la commune, est le secteur le plus habité et le lieu de l'école Jean et Simone Folcher. Le Hameau de Florac à proximité du col, les Bousiges à la même altitude mais ouvert sur le Mont Lozere et Cessous encaissé dans un vallon discret.
La métairie de Malbos, à l'est de Cessous près de la commune de Saint-Florent-sur-Auzonnet, est aussi appelée le Mas du Diable (y compris sur la carte d'état-major) depuis le XVIIIe siècle et une mauvaise affaire d'abus de Antoine Dugas métayer de l'époque par ses créanciers.

### Communes limitrophes
Entouré par les communes de Chambon, La Grand-Combe, La Vernarède, Laval-Pradel, Le Martinet, Peyremale, Robiac-Rochessadoule et Sainte-Cécile-d'Andorge, Portes est situé à 17 km au Nord-Ouest d'Alès la plus grande ville des environs.

### Géologie et relief
Grès et Schistes comme le bâti local. Les ressources minière sont exploité depuis au moins le Moyen Âge. Fer et charbon principalement. Les anciennes mines  ont cessé leur activité en 2001.

### Hydrographie
La rivière l'Auzonnet est le principal cours d'eau qui traverse la commune. Il prend source au hameau de Florac au sud du col de Portes, et coule vers l'est. C'est un affluent de l'Auzon, lui-même affluent de la Cèze.
On trouve aussi le ruisseau du Cessous et le ruisseau du Broussous.

### Climat
Pour des articles plus généraux, voir Climat de l'Occitanie et Climat du Gard.
En 2010, le climat de la commune est de type climat méditerranéen franc, selon une étude s'appuyant sur une série de données couvrant la période 1971-2000. En 2020, Météo-France publie une typologie des climats de la France métropolitaine dans laquelle la commune est exposée à un climat de montagne ou de marges de montagne et est dans la région climatique Provence, Languedoc-Roussillon, caractérisée par une pluviométrie faible en été, un très bon ensoleillement (2 600 h/an), un été chaud (21,5 °C), un air très sec en été, sec en toutes saisons, des vents forts (fréquence de 40 à 50 % de vents > 5 m/s) et peu de brouillards.
Pour la période 1971-2000, la température annuelle moyenne est de 11,3 °C, avec une amplitude thermique annuelle de 16,7 °C. Le cumul annuel moyen de précipitations est de 1 360 mm, avec 8,4 jours de précipitations en janvier et 4,4 jours en juillet. Pour la période 1991-2020, la température moyenne annuelle observée sur la station météorologique la plus proche, située sur la commune de La Grand-Combe à 7 km à vol d'oiseau, est de 13,7 °C et le cumul annuel moyen de précipitations est de 1 414,0 mm,. Pour l'avenir, les paramètres climatiques de la commune estimés pour 2050 selon différents scénarios d'émission de gaz à effet de serre sont consultables sur un site dédié publié par Météo-France en novembre 2022.

#### Description générale
La commune dépend du centre météorologique de Nîmes.
Le climat correspond au climat des Cévennes qui est de type méditerranéen et qui devient montagnard en fonction de l'altitude.
Les contrastes géographiques prononcés (différences d'altitude) jouent sur les tendances climatiques et le climat se caractérise par de fortes précipitations qui peuvent être accompagnées d’orages : on parle alors d'épisodes cévenols (ou effet cévenol).
Le climat est plus clément que celui des districts proches du Mont Aigoual.
L'influence de la Méditerranée est beaucoup plus sensible : les hivers et les automnes y sont doux et la sécheresse estivale est parfois importante.

#### Données
| Ville             | Ensoleillement · (h/an) | Pluie · (mm/an) | Neige · (j/an) | Orage · (j/an) | Brouillard · (j/an) |
| ----------------- | ----------------------- | --------------- | -------------- | -------------- | ------------------- |
| Médiane nationale | 1 852                   | 835             | 16             | 25             | 50                  |
| Portes            | 2669                    | 762             | 3              | 23             | 11                  |
| Paris             | 1 717                   | 634             | 13             | 20             | 26                  |
| Nice              | 2 760                   | 791             | 1              | 28             | 2                   |
| Strasbourg        | 1 747                   | 636             | 26             | 28             | 69                  |
| Brest             | 1 555                   | 1 230           | 6              | 12             | 78                  |
| Bordeaux          | 2 070                   | 987             | 3              | 32             | 78                  |

| Mois                              | jan.  | fév.  | mars  | avril | mai   | juin  | jui.  | août  | sep.  | oct.  | nov.  | déc. | année   |
| --------------------------------- | ----- | ----- | ----- | ----- | ----- | ----- | ----- | ----- | ----- | ----- | ----- | ---- | ------- |
| Température minimale moyenne (°C) | 2,4   | 3,4   | 5,1   | 7,8   | 11,2  | 14,9  | 17,7  | 17,2  | 14,7  | 10,8  | 5,9   | 3    | 9,5     |
| Température moyenne (°C)          | 6,3   | 7,7   | 9,9   | 12,8  | 16,6  | 20,5  | 23,7  | 23    | 20    | 15,4  | 10    | 6,9  | 14,4    |
| Température maximale moyenne (°C) | 10,3  | 11,9  | 14,7  | 17,8  | 21,9  | 26,2  | 29,8  | 28,9  | 25,3  | 20    | 14    | 10,7 | 19,3    |
| Ensoleillement (h)                | 143,5 | 147,4 | 203,1 | 227,6 | 267,8 | 310,2 | 353,8 | 315,3 | 236,6 | 186,8 | 143,9 | 133  | 2 668,9 |
| Précipitations (mm)               | 67,7  | 70,7  | 55,9  | 59,2  | 60,9  | 38,6  | 25,3  | 51,6  | 66,8  | 131,9 | 69,2  | 64,1 | 761,9   |

### Milieux naturels et biodiversité

#### Espaces protégés
La protection réglementaire est le mode d’intervention le plus fort pour préserver des espaces naturels remarquables et leur biodiversité associée,.
Dans ce cadre, la commune fait partie de l'aire d'adhésion du Parc national des Cévennes. Ce  parc national, créé en 1967, est un territoire de moyenne montagne formé de cinq entités géographiques : le massif de l'Aigoual, le causse Méjean avec les gorges du Tarn et de la Jonte, le mont Lozère, les vallées cévenoles ainsi que le piémont cévenol.
La commune fait partie de la zone de transition des Cévennes, un territoire d'une superficie de 116 032 ha reconnu réserve de biosphère par l'UNESCO en 1985 pour la mosaïque de milieux naturels qui la composent et qui abritent une biodiversité exceptionnelle, avec 2 400 espèces animales, 2 300 espèces de plantes à fleurs et de fougères, auxquelles s’ajoutent d’innombrables mousses, lichens, champignons,.

## Urbanisme

### Typologie
Au 1er janvier 2024, Portes est catégorisée commune rurale à habitat dispersé, selon la nouvelle grille communale de densité à sept niveaux définie par l'Insee en 2022.
Elle est située hors unité urbaine. Par ailleurs la commune fait partie de l'aire d'attraction d'Alès, dont elle est une commune de la couronne,. Cette aire, qui regroupe 64 communes, est catégorisée dans les aires de 50 000 à moins de 200 000 habitants,.

### Occupation des sols
L'occupation des sols de la commune, telle qu'elle ressort de la base de données européenne d’occupation biophysique des sols Corine Land Cover (CLC), est marquée par l'importance des forêts et milieux semi-naturels (98,7 % en 2018), en augmentation par rapport à 1990 (77 %). La répartition détaillée en 2018 est la suivante : 
forêts (91,3 %), milieux à végétation arbustive et/ou herbacée (7,4 %), zones agricoles hétérogènes (1,3 %). L'évolution de l’occupation des sols de la commune et de ses infrastructures peut être observée sur les différentes représentations cartographiques du territoire : la carte de Cassini (XVIIIe siècle), la carte d'état-major (1820-1866) et les cartes ou photos aériennes de l'IGN pour la période actuelle (1950 à aujourd'hui).

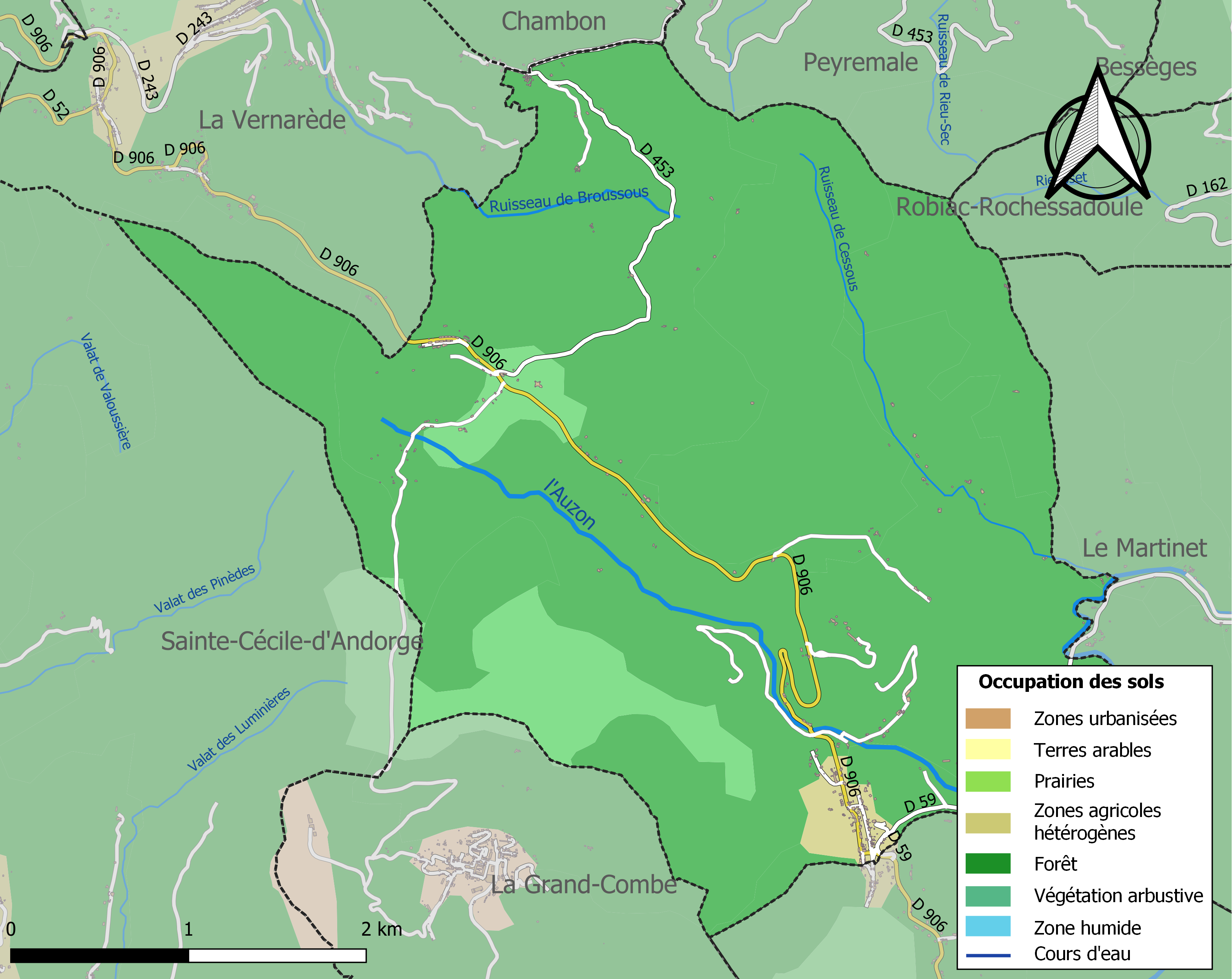
Carte des infrastructures et de l'occupation des sols de la commune en 2018 (CLC).

### Risques majeurs
Le territoire de la commune de Portes est vulnérable à différents aléas naturels : météorologiques (tempête, orage, neige, grand froid, canicule ou sécheresse), inondations, feux de forêts, mouvements de terrains et séisme (sismicité faible). Il est également exposé à un risque particulier : le risque de radon. Un site publié par le BRGM permet d'évaluer simplement et rapidement les risques d'un bien localisé soit par son adresse soit par le numéro de sa parcelle.

#### Risques naturels
Certaines parties du territoire communal sont susceptibles d’être affectées par le risque d’inondation par débordement de cours d'eau et par une crue torrentielle ou à montée rapide de cours d'eau, notamment l'Auzon. La commune a été reconnue en état de catastrophe naturelle au titre des dommages causés par les inondations et coulées de boue survenues en 1982, 1983, 1995, 1997, 2002 et 2008,.

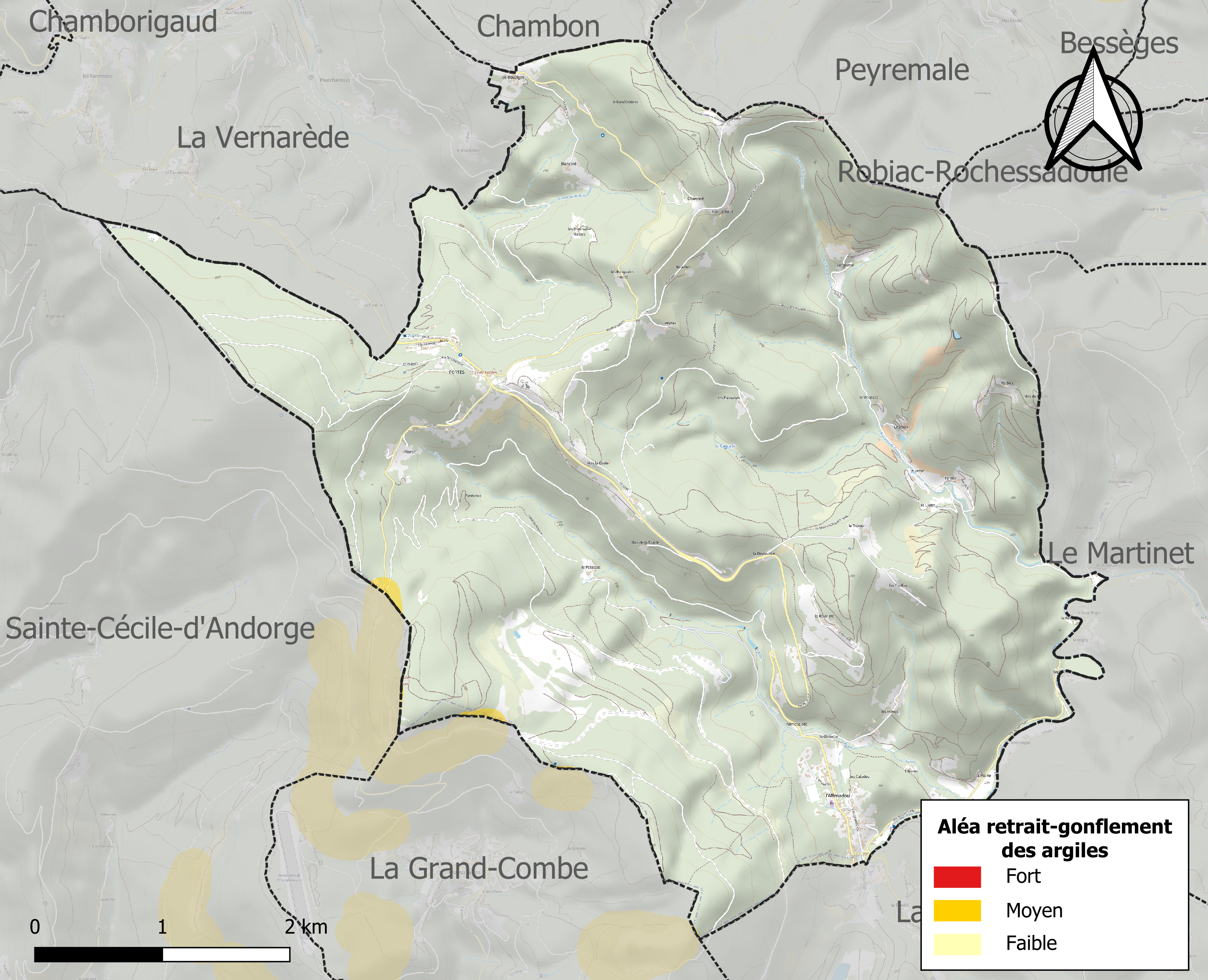
Carte des zones d'aléa retrait-gonflement des sols argileux de Portes.

La commune est vulnérable au risque de mouvements de terrains constitué principalement du retrait-gonflement des sols argileux. Cet aléa est susceptible d'engendrer des dommages importants aux bâtiments en cas d’alternance de périodes de sécheresse et de pluie. 0,2 % de la superficie communale est en aléa moyen ou fort (67,5 % au niveau départemental et 48,5 % au niveau national). Sur les 170 bâtiments dénombrés sur la commune en 2019, 0 sont en aléa moyen ou fort, soit 0 %, à comparer aux 90 % au niveau départemental et 54 % au niveau national. Une cartographie de l'exposition du territoire national au retrait gonflement des sols argileux est disponible sur le site du BRGM,.
Par ailleurs, afin de mieux appréhender le risque d’affaissement de terrain, l'inventaire national des cavités souterraines permet de localiser celles situées sur la commune.
Concernant les mouvements de terrains, la commune a été reconnue en état de catastrophe naturelle au titre des dommages causés par la sécheresse en 2017 et par des mouvements de terrain en 1983.

#### Risque particulier
Dans plusieurs parties du territoire national, le radon, accumulé dans certains logements ou autres locaux, peut constituer une source significative d’exposition de la population aux rayonnements ionisants. Certaines communes du département sont concernées par le risque radon à un niveau plus ou moins élevé. Selon la classification de 2018, la commune de Portes est classée en zone 3, à savoir zone à potentiel radon significatif.

## Histoire

### Période moderne
- 1830 : Portes cède Peyremale
- 1846 : Portes cède les quartiers de Trescol et de Champclauson à la ville champignon de La Grand-Combe. D'autres communes sont amputés comme Laval-Pradel, Sainte-Cécile-d'Andorge et Les Salles-du-Gardon
- 1869 : Portes cède une autre partie de son territoire pour l'érection de La Vernarède en commune. La commune du Chambon (Gard) est elle aussi réduite.

### Période contemporaine

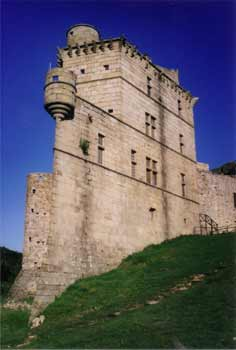
Le château de Portes : un vaisseau en Cévennes

- La commune de Portes est située dans le bassin de la Grand-Combe, riche en charbon. Elle regorgeait ainsi de structures appropriées à l'extraction de ce minerai. C'est ce qui causa, en quelque sorte, sa perte.

Le village primitif était situé aux pieds du Château de Portes, jusqu'à ce qu'il soit rasé en 1933. La Cie de Portes et Sénéchas, créée en 1855 par le grand financier Jules Mirès a été une entreprise minière qui a employé jusqu'à 2500 mineurs au XIXe siècle.
- Les compagnies minières de la Concession de Portes ont multiplié les galeries d’extraction du charbon sous le village. Les maisons du vieux village de Portes se lézardent, s’écroulent… Entre 1920 et 1926, les compagnies ont commencé à  racheter des maisons pour éviter un relogement de la population. En 1929, les Portois sont expulsés du Village et les mines font bâtir le nouveau village.

Le château de Portes  fut abandonné à son triste sort et les lézardes se multiplièrent. Elles entraînèrent l'effondrement des toitures et des étages. La ruine des vieilles murailles continua malgré les efforts des propriétaires qui essayèrent de renforcer le monument par la pose de chaînages métalliques.
- Les habitants furent d'abord satisfaits de ce nouveau village : le confort moderne avait enfin fait son apparition.

Mais aujourd'hui, les "casernes" ont mal vieilli. Le village essaye actuellement de se tourner vers le tourisme vert, afin d'offrir un nouveau visage aux touristes de passage.

## Politique et administration
| Période                                  | Période   | Identité            | Étiquette | Qualité          |
| ---------------------------------------- | --------- | ------------------- | --------- | ---------------- |
| mars 2001                                | mars 2008 | Jean-Pierre Mouyren | UMP       |                  |
| mars 2008                                | mai 2020  | René Doussière      | PCF       |                  |
| 2020                                     | En cours  | Catherine PINAIRE   | DVD       | Elue remplaçante |
| Les données manquantes sont à compléter. |           |                     |           |                  |

## Population et société

### Démographie

#### Évolution démographique
L'évolution du nombre d'habitants est connue à travers les recensements de la population effectués dans la commune depuis 1793. Pour les communes de moins de 10 000 habitants, une enquête de recensement portant sur toute la population est réalisée tous les cinq ans, les populations de référence des années intermédiaires étant quant à elles estimées par interpolation ou extrapolation. Pour la commune, le premier recensement exhaustif entrant dans le cadre du nouveau dispositif a été réalisé en 2006.

En 2022, la commune comptait 324 habitants, en évolution de −8,47 % par rapport à 2016 (Gard : +2,97 %, France hors Mayotte : +2,11 %).
| 1793  | 1800  | 1806  | 1821  | 1831 | 1836 | 1841 | 1846  | 1851  |
| ----- | ----- | ----- | ----- | ---- | ---- | ---- | ----- | ----- |
| 1 351 | 1 353 | 1 385 | 1 450 | 939  | 935  | 945  | 1 126 | 1 169 |

| 1856  | 1861  | 1866  | 1872  | 1876  | 1881  | 1886  | 1891  | 1896  |
| ----- | ----- | ----- | ----- | ----- | ----- | ----- | ----- | ----- |
| 2 983 | 2 512 | 2 072 | 1 128 | 1 271 | 1 142 | 1 147 | 1 189 | 1 253 |

| 1901  | 1906  | 1911  | 1921 | 1926 | 1931 | 1936 | 1946 | 1954 |
| ----- | ----- | ----- | ---- | ---- | ---- | ---- | ---- | ---- |
| 1 103 | 1 109 | 1 108 | 924  | 979  | 975  | 930  | 903  | 787  |

| 1962 | 1968 | 1975 | 1982 | 1990 | 1999 | 2006 | 2011 | 2016 |
| ---- | ---- | ---- | ---- | ---- | ---- | ---- | ---- | ---- |
| 785  | 579  | 388  | 369  | 313  | 310  | 353  | 366  | 354  |

| 2021 | 2022 | - | - | - | - | - | - | - |
| ---- | ---- | - | - | - | - | - | - | - |
| 327  | 324  | - | - | - | - | - | - | - |

#### Pyramide des âges
La population de la commune est relativement âgée.
En 2018, le taux de personnes d'un âge inférieur à 30 ans s'élève à 25,3 %, soit en dessous de la moyenne départementale (32,6 %). À l'inverse, le taux de personnes d'âge supérieur à 60 ans est de 39,4 % la même année, alors qu'il est de 29,6 % au niveau départemental.
En 2018, la commune comptait 167 hommes pour 172 femmes, soit un taux de 50,74 % de femmes, légèrement inférieur au taux départemental (51,82 %).
Les pyramides des âges de la commune et du département s'établissent comme suit.
| Hommes | Classe d’âge | Femmes |
| ------ | ------------ | ------ |
| 1,8    | 90 ou +      | 0,5    |
| 11,4   | 75-89 ans    | 12,7   |
| 24,8   | 60-74 ans    | 27,5   |
| 22,7   | 45-59 ans    | 16,5   |
| 16,0   | 30-44 ans    | 15,6   |
| 9,1    | 15-29 ans    | 10,7   |
| 14,3   | 0-14 ans     | 16,5   |

| Hommes | Classe d’âge | Femmes |
| ------ | ------------ | ------ |
| 0,9    | 90 ou +      | 2      |
| 8,3    | 75-89 ans    | 10,6   |
| 19,4   | 60-74 ans    | 19,9   |
| 20,4   | 45-59 ans    | 20,3   |
| 16,8   | 30-44 ans    | 17     |
| 16,4   | 15-29 ans    | 14,2   |
| 17,8   | 0-14 ans     | 15,8   |

## Vie locale

### Associations
- Renaissance du Château de Portes : créée en 1972, elle entretient, restaure et anime ce monument.
- Gastronomie et terroirs en Cévennes : créée en 2021 à l'initiative du chef Daniel Lavergne, elle vise à entretenir le patrimoine culinaire au travers d'atelier mensuel et l'élaboration de repas pour des événements exceptionnels.

### Manifestations culturelles et festivités
- Foire du 1er mai : foire aux bestiaux ancestrale au pied du château. Elle est aujourd'hui orientée vers la gastronomie et l'artisanat et attire plusieurs milliers de personnes chaque année.
- Fête des Savoir-Faire : fête médiévale et artisanale au mois d'août. Démonstration de métiers anciens (Forge, vannerie, tannerie, orfèvrerie, ...) joutes, spectacles, restauration d'époque.

## Économie

### Revenus
En 2018  (données Insee publiées en septembre 2021), la commune compte 152 ménages fiscaux, regroupant 308 personnes. La médiane du revenu disponible par unité de consommation est de 18 640 € (20 020 € dans le département).

### Emploi
|                | 2008   | 2013   | 2018   |
| -------------- | ------ | ------ | ------ |
| Commune        | 10,8 % | 20,1 % | 14,8 % |
| Département    | 10,6 % | 12 %   | 12 %   |
| France entière | 8,3 %  | 10 %   | 10 %   |

En 2018, la population âgée de 15 à 64 ans s'élève à 191 personnes, parmi lesquelles on compte 67,5 % d'actifs (52,7 % ayant un emploi et 14,8 % de chômeurs) et 32,5 % d'inactifs,. Depuis 2008, le taux de chômage communal (au sens du recensement) des 15-64 ans est supérieur à celui de la France et du département.
La commune fait partie de la couronne de l'aire d'attraction d'Alès, du fait qu'au moins 15 % des actifs travaillent dans le pôle,. Elle compte 36 emplois en 2018, contre 49 en 2013 et 53 en 2008. Le nombre d'actifs ayant un emploi résidant dans la commune est de 104, soit un indicateur de concentration d'emploi de 35,1 % et un taux d'activité parmi les 15 ans ou plus de 45,9 %.
Sur ces 104 actifs de 15 ans ou plus ayant un emploi, 25 travaillent dans la commune, soit 25 % des habitants. Pour se rendre au travail, 87 % des habitants utilisent un véhicule personnel ou de fonction à quatre roues, 3,8 % les transports en commun, 1,9 % s'y rendent en deux-roues, à vélo ou à pied et 7,3 % n'ont pas besoin de transport (travail au domicile).

### Activités hors agriculture
19 établissements sont implantés  à Portes au 31 décembre 2019.
Le secteur de la construction est prépondérant sur la commune puisqu'il représente 31,6 % du nombre total d'établissements de la commune (6 sur les 19 entreprises implantées  à Portes), contre 15,5 % au niveau départemental.

### Agriculture
|               | 1988 | 2000 | 2010 | 2020 |
| ------------- | ---- | ---- | ---- | ---- |
| Exploitations | 8    | 8    | 6    | 3    |
| SAU (ha)      | 142  | 171  | 57   | 81   |

La commune est dans les Cévennes, une petite région agricole occupant l'ouest du département du Gard. En 2020, l'orientation technico-économique de l'agriculture  sur la commune est l'élevage d'équidés et/ou d' autres herbivores. Trois exploitations agricoles ayant leur siège dans la commune sont dénombrées lors du recensement agricole de 2020 (huit en 1988). La superficie agricole utilisée est de 81 ha,,.

## Culture locale et patrimoine

### Lieux et monuments
- Château de Portes, classé monument historique

Ce château surveillait l’ancien chemin (ou voie) dit de Regordane qu’empruntaient les pèlerins de Saint-Gilles et les Croisés vers la Terre Sainte sur dix lieues. Il constituait ainsi un important poste de garde situé sur le col de Portes.
- Église Saint-Gilles de Portes.

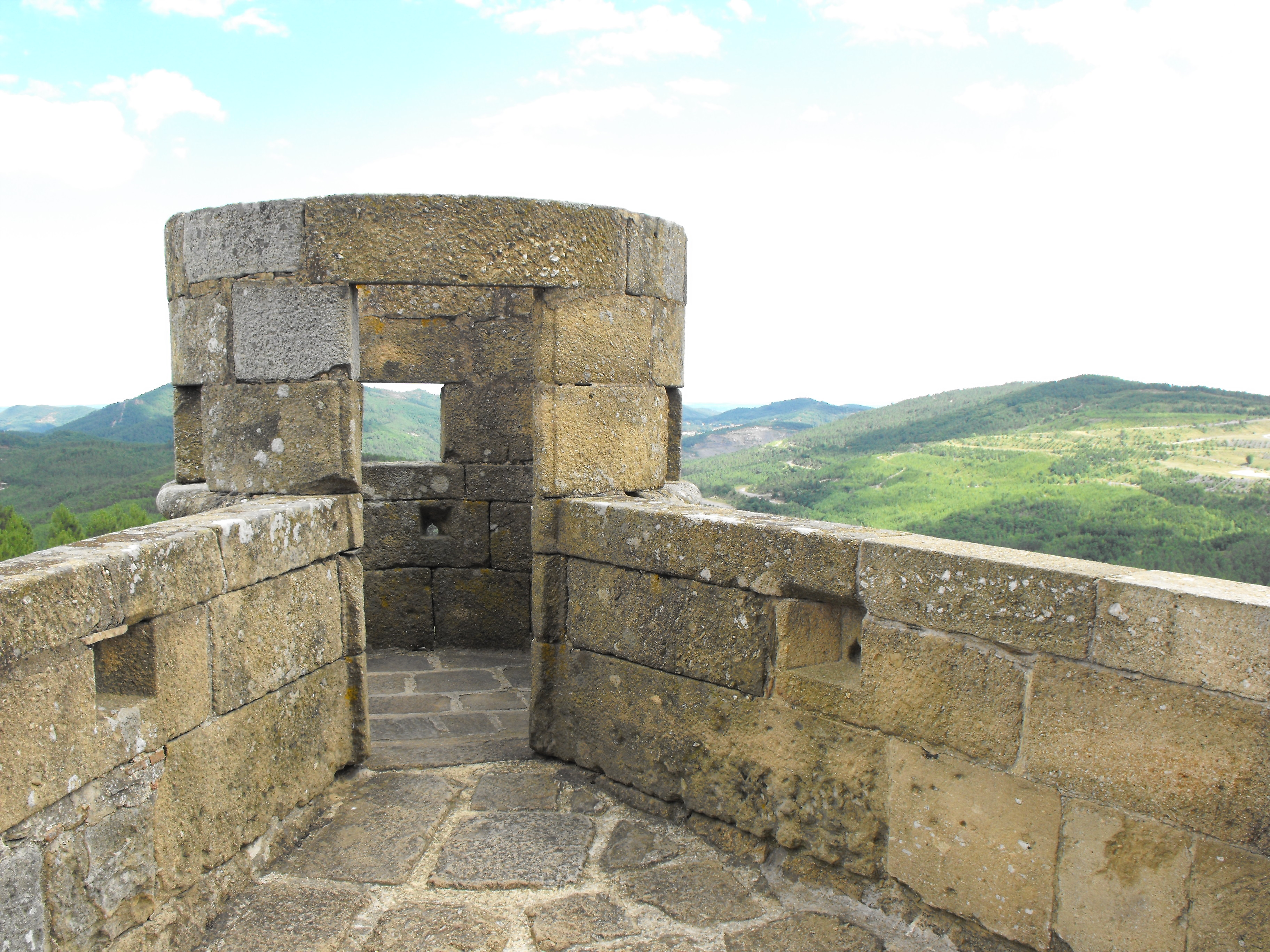
échauguette du Château
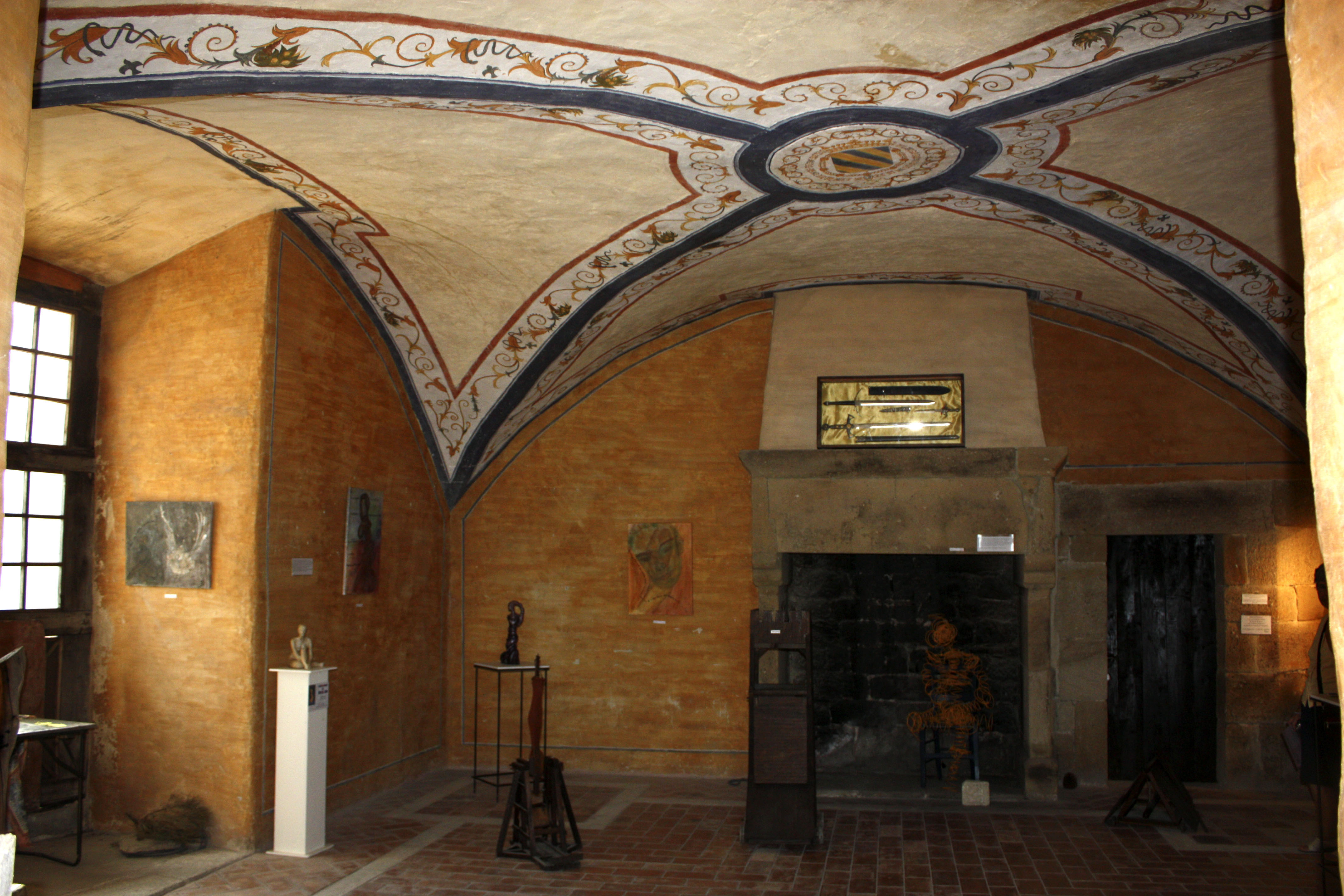

### Personnalités liées à la commune
- Portes est le lieu de naissance du mathématicien Antoine Deparcieux (1703-1768), né à Cessoux, hameau qui appartenait à son époque au village de Peyremale.

### Héraldique
| Blason de Portes (Gard) | Blason  | Tranché de gueules et de sinople à la bande fuselée d'argent et d'azur, les fusées posées en barre. |
| Blason de Portes (Gard) | Détails | |